# Antoni Xirau
Antoni Xirau i Palau, né à Figueras en 1898 et mort à Bagneux en 1976, est un homme politique et juriste catalan. 
Il est le frère du philosophe Joaquim Xirau et l'oncle du philosophe et écrivain Ramon Xirau.

## Biographie
Il étudie le droit à l'Université de Barcelone, où il est l'un des moteurs du Grup Lliure d'Ensenyament, qui organise des conférences dans les centres ouvriers. Il fait son service militaire au Maroc avec Josep Tarradellas.
En 1928, il devient le premier directeur du quotidien La Opinión  (1928). 
Il participe à la rédaction du statut de Núria et est élu député aux élections de 1931 au parlement de la République. En 1932, il est élu député de Gérone au Parlement de Catalogne.
Il est député durant la guerre d'Espagne, et doit s'exiler au Mexique, puis en France, où il enseigne et lutte contre la dictature franquiste.